# Episodi di Hung - Ragazzo squillo (prima stagione)
La prima stagione della serie televisiva Hung - Ragazzo squillo è stata trasmessa in prima visione su HBO dal 28 giugno al 13 settembre 2009. In Italia è stata trasmessa sul canale Sky Uno dal 12 novembre al 17 dicembre 2009.
| nº | Titolo originale                             | Titolo italiano              | Prima TV USA      | Prima TV Italia  |
| -- | -------------------------------------------- | ---------------------------- | ----------------- | ---------------- |
| 1  | Pilot                                        | Pilota                       | 28 giugno 2009    | 12 novembre 2009 |
| 2  | Great Sausage or Can I Call You Dick?        | Piatto ricco                 | 12 luglio 2009    | 19 novembre 2009 |
| 3  | Strange Friends or The Truth Is, You're Sexy | Strani amici                 | 19 luglio 2009    | 19 novembre 2009 |
| 4  | The Pickle Jar                               | Primo incarico               | 26 luglio 2009    | 26 novembre 2009 |
| 5  | Do It, Monkey!                               | Il cliente ha sempre ragione | 2 agosto 2009     | 26 novembre 2009 |
| 6  | Doris is Dead or Are We Rich or Are We Poor? | Siamo ricchi o poveri?       | 9 agosto 2009     | 3 dicembre 2009  |
| 7  | The Rita Flower or The Indelible Stench      | Il fiore Rita                | 16 agosto 2009    | 3 dicembre 2009  |
| 8  | Thith Ith a Prothetic or You Come Just Right | Delusione d'amore            | 23 agosto 2009    | 10 dicembre 2009 |
| 9  | This is America or Fifty Bucks               | Gli affari sono affari       | 30 agosto 2009    | 10 dicembre 2009 |
| 10 | A Dick and a Dream or Fight the Honey        | Una cosa a tre               | 13 settembre 2009 | 17 dicembre 2009 |

## Pilota
- Titolo originale: Pilot
- Diretto da: Alexander Payne
- Scritto da: Dmitry Lipkin e Colette Burson

## Piatto ricco
- Titolo originale: Great Sausage or Can I Call You Dick?
- Diretto da: Craig Zisk
- Scritto da: Dmitry Lipkin, Colette Burson e Brett C. Leonard (non accreditato)

## Strani amici
- Titolo originale: Strange Friends or The Truth Is, You're Sexy
- Diretto da: Scott Ellis
- Scritto da: Dmitry Lipkin, Colette Burson e Brett C. Leonard (non accreditato)

## Primo incarico
- Titolo originale: The Pickle Jar
- Diretto da: David Petrarca
- Scritto da: Dmitry Lipkin, Colette Burson e Brett C. Leonard (non accreditato)

## Il cliente ha sempre ragione
- Titolo originale: Do It, Monkey!
- Diretto da: Bronwen Hughes
- Scritto da: Dmitry Lipkin, Colette Burson e Brett C. Leonard (non accreditato)